# Лібертівілл (Айова)
Лібертівілл (англ. Libertyville) — місто (англ. city) в США, в окрузі Джефферсон штату Айова. Населення — 274 особи (2020).

## Географія
Лібертівілл розташований за координатами 40°57′30″ пн. ш. 92°3′1″ зх. д. / 40.95833° пн. ш. 92.05028° зх. д. (40.958243, -92.050196).  За даними Бюро перепису населення США в 2010 році місто мало площу 1,26 км², уся площа — суходіл.

## Демографія
Згідно з переписом 2010 року, у місті мешкало 315 осіб у 132 домогосподарствах у складі 86 родин. Густота населення становила 249 осіб/км².  Було 142 помешкання (112/км²).
Расовий склад населення:
| - 97,8 % — білих - 0,3 % — корінних американців - 1,3 % — осіб інших рас |

До двох чи більше рас належало 0,6 %. Частка іспаномовних становила 1,3 % від усіх жителів.
За віковим діапазоном населення розподілялося таким чином: 23,8 % — особи молодші 18 років, 64,1 % — особи у віці 18—64 років, 12,1 % — особи у віці 65 років та старші. Медіана віку мешканця становила 38,2 року. На 100 осіб жіночої статі у місті припадало 98,1 чоловіків;  на 100 жінок у віці від 18 років та старших — 98,3 чоловіків також старших 18 років.
Середній дохід на одне домашнє господарство  становив 57 784 долари США (медіана — 55 357), а середній дохід на одну сім'ю — 72 494 долари (медіана — 73 281). За межею бідності перебувало 8,7 % осіб, у тому числі 11,5 % дітей у віці до 18 років та 14,8 % осіб у віці 65 років та старших.
Цивільне працевлаштоване населення становило 163 особи. Основні галузі зайнятості: освіта, охорона здоров'я та соціальна допомога — 22,7 %, роздрібна торгівля — 14,1 %, виробництво — 14,1 %.